# Campanula dieckii
Campanula dieckii är en klockväxtart som beskrevs av Johan Martin Christian Lange. Campanula dieckii ingår i släktet blåklockor, och familjen klockväxter. Inga underarter finns listade i Catalogue of Life.